# Barbaro

Wappen der Barbaro

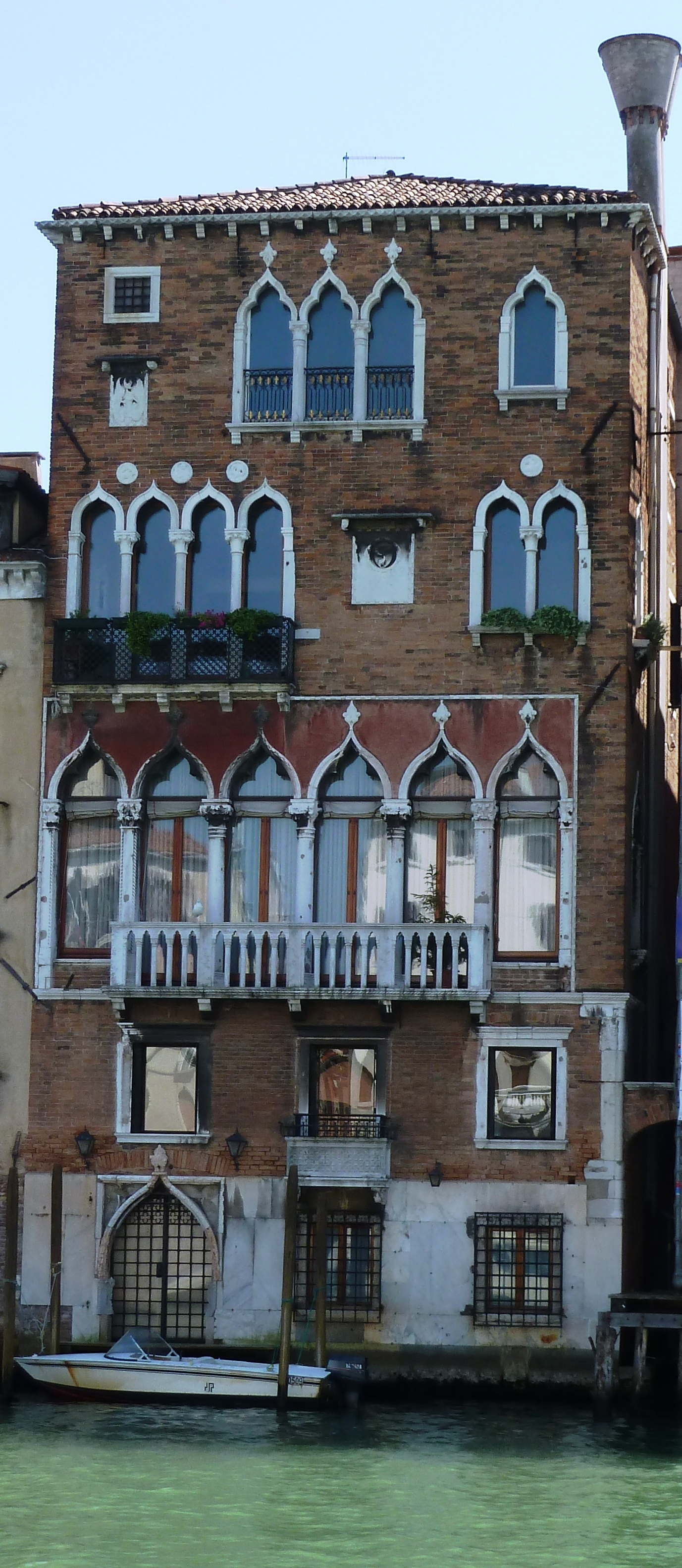
Palazzo Barbaro Wolkoff, Venedig

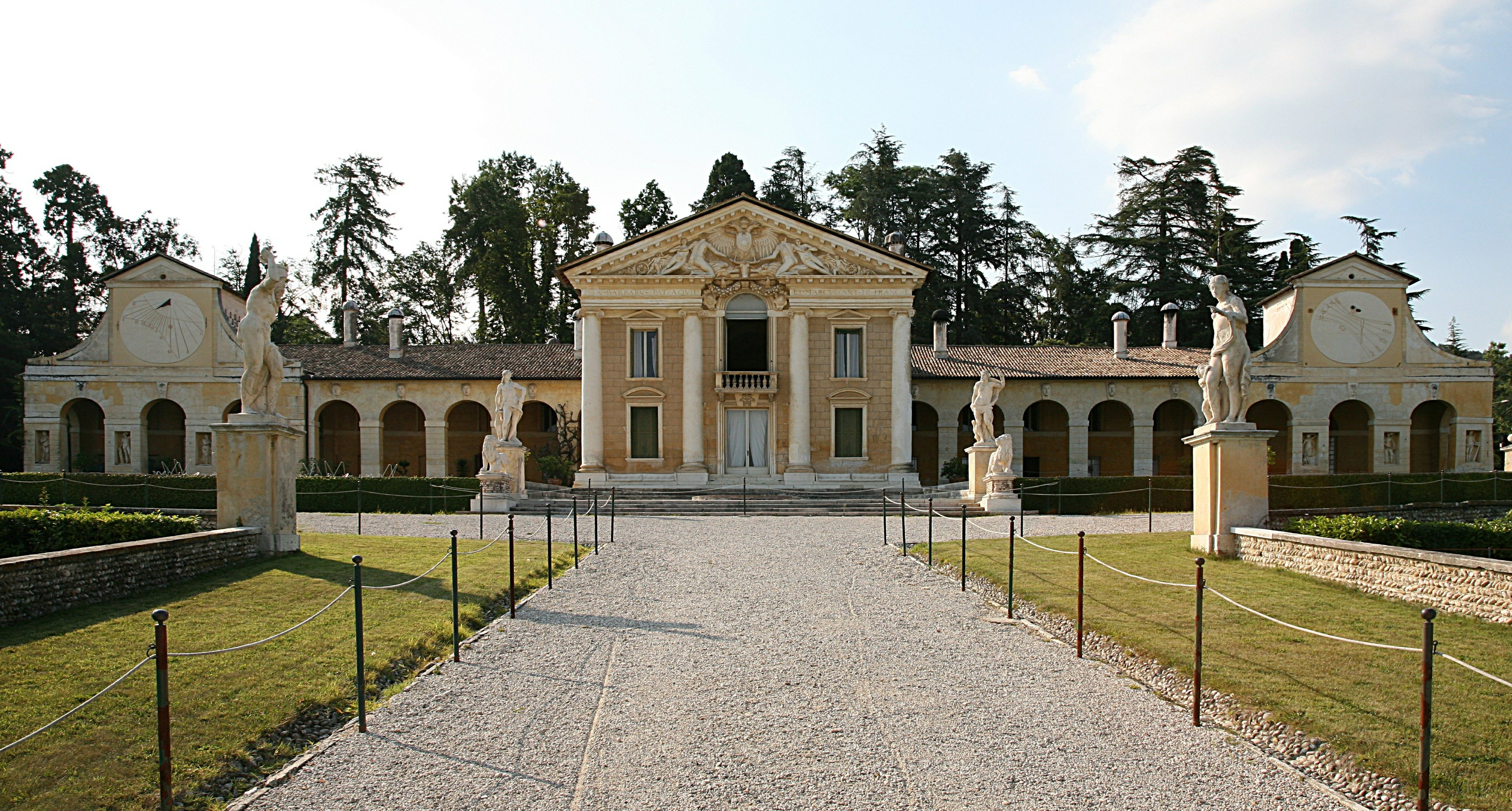
Villa Barbaro

Barbaro ist der Name einer bedeutenden Familie des Patriziats von Venedig. Sie ist nicht zu verwechseln mit der namensähnlichen venezianischen Familie Barbarigo.

## Geschichte
Die Barbaro-Familie kam aus Rom nach Istrien, siedelte in Triest und erreichte 868 Venedig. 1121 nahm Marco unter Domenico Michiel an einer Seeschlacht teil.
Das Familienpalais war der Palazzo Barbaro Wolkoff. Er steht am Canal Grande in der Nähe des Ponte dell’Accademia im Sestiere San Marco.

## Familienmitglieder
- Donato Barbaro (um 1259)
- Giosafat Barbaro (Josaphat) (1413–1494)
- Nicolò Barbaro (1420–1494), Augenzeuge und wichtiger Chronist der Eroberung Konstantinopels
- Marcantonio Barbaro (1518–1595)
- Daniele Barbaro (1513–1570), Bruder von Marcantonio; baute Villa Barbaro (Maser)
- Candiano Barbaro Vater Francescos
- Francesco Barbaro (1390–1454), Humanist und Diplomat
- Ermolao Barbaro (1410–1471), Bischof von Verona
- Zaccaria Barbaro, Sohn von Francesco, Vater von Hermolaus
- Hermolaus Barbarus (Ermolao) (1454–1493), Humanist
- Antonio Barbaro (starb 1679)
- Marco Barbaro (1511–1570)
- Luigi Barbaro (* 26. August 1957 in Italien)

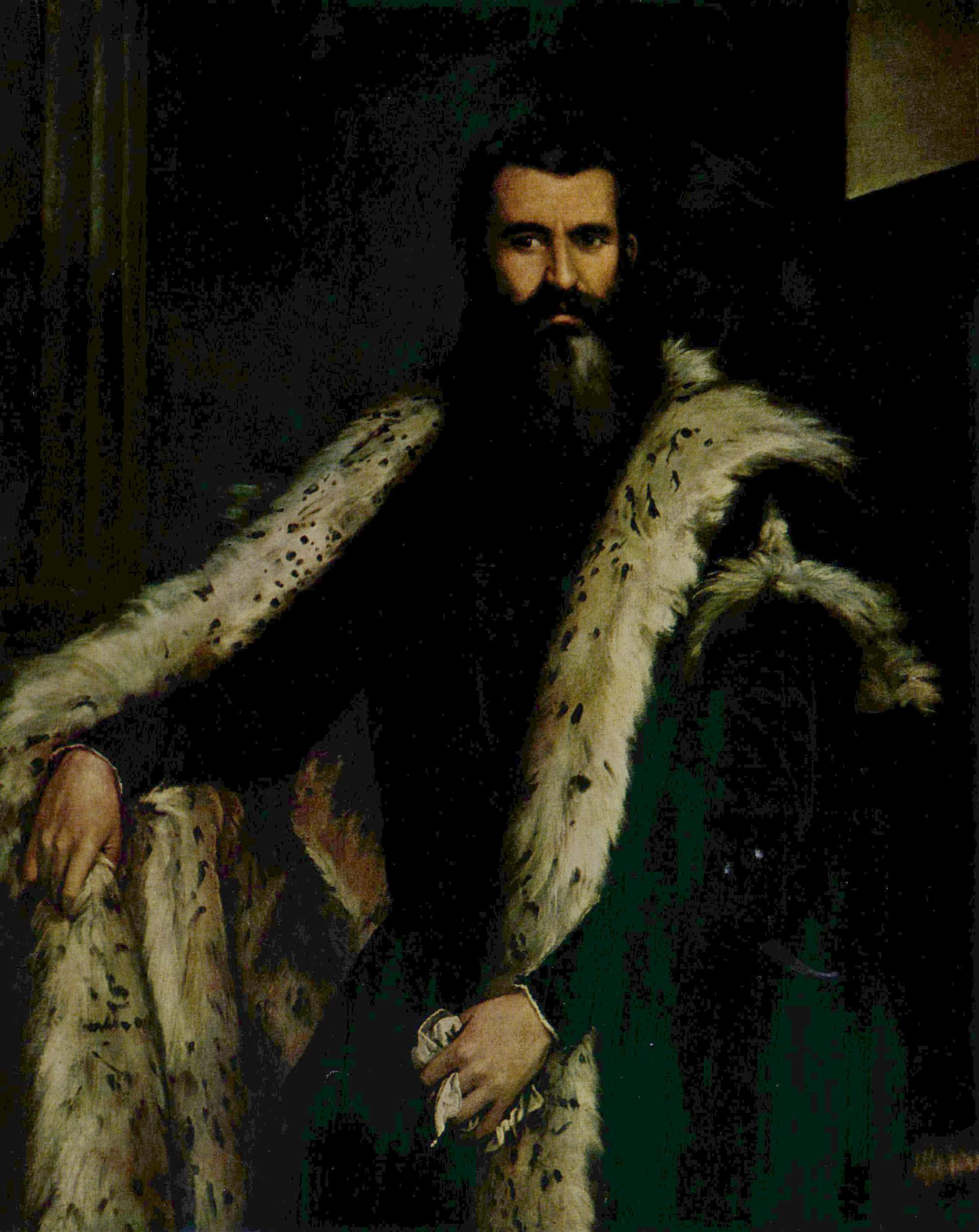
Daniele Barbaro (1513–70), Porträt von Paolo Veronese
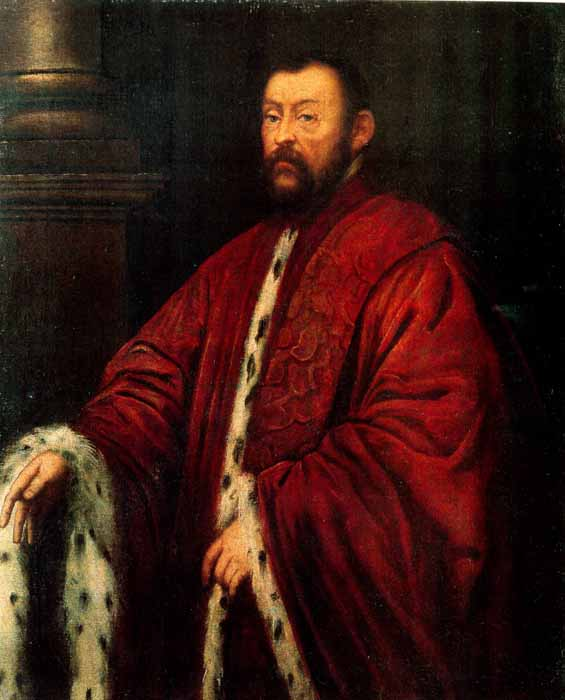
Marcantonio Barbaro (1518–1595), Porträt von Tintoretto
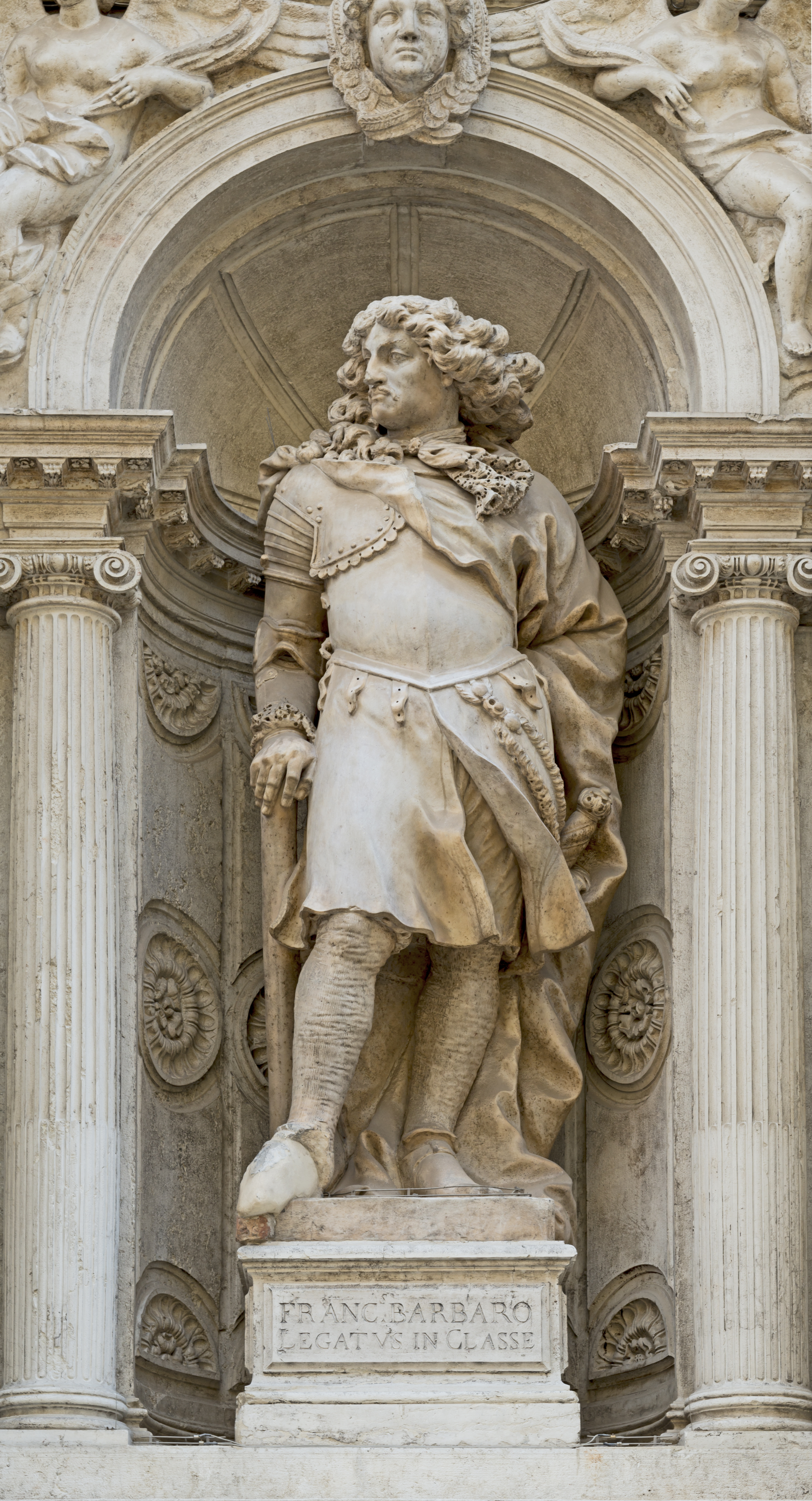
Francesco Barbaro (1390–1454), Humanist
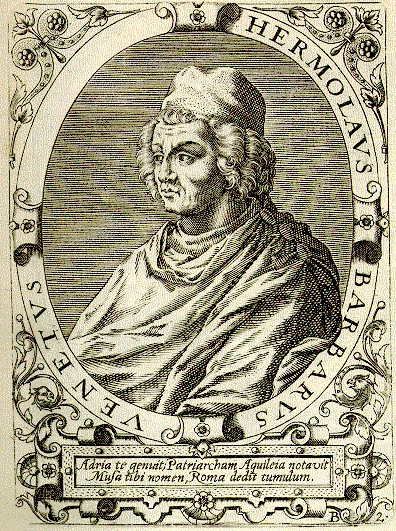
Hermolaus Barbarus (1454–1493), Humanist